# Antònia Folguera
Antònia Folguera (Lleida, 1973) és una comissària i comunicadora catalana.
La seva trajectòria professional centrada en el món de l'art i la cultura digitals, la comunicació i la música electrònica, l'ha portat a la creació els continguts de conferències, pòdcasts i programes de ràdio. Ha format part de projectes seminals de streaming, com 'Riereta'. També ha estat responsable de comunicació de projectes de tecnologia musical, com 'Ovalsound' o 'Reactable', i ha coorganitzat 'Dorkbot Barcelona', l'esdeveniment de «persones que fan coses rares amb electricitat».
Folguera ha estat la comissària de Sónar+D, el congrés de tecnologies creatives de Sónar, i ha format part dels equips curatorials d'Eufònic a les Terres de l'Ebre i d'STRP a Eindhoven, i de les beques de l'Ajuntament de Barcelona 'La Capella Barcelona Producció'. i ha participat a l'Intangible, el festival d'art i tecnologia Intangible de Lleida.
També ha estat cofundadora de la Xarxa de Ràdios Comunitàries de Barcelona, una plataforma de podcàsting comunitària, ètica i per al bé comú. Entre altres coses, a la xarxa prototipen i investiguen la ràdio del futur. També fa pòdcasts i ràdio en directe, i presenta i modera tot tipus d'esdeveniments culturals i tecnològics.
El 2025, va ser reconeguda per la revista Forbes com una de les 100 dones catalanes més influents de l'any.